# Siewiller
 Siewiller (en alsacià Seewiller) és un municipi francès, situat a la regió del Gran Est, al departament del Baix Rin. L'any 2008 tenia 398 habitants.
Forma part del cantó d'Ingwiller, del districte de Saverne i de la Comunitat de comunes de l'Alsace Bossue.

## Demografia
| 1962 | 1968 | 1975 | 1982 | 1990 | 1999 |
| ---- | ---- | ---- | ---- | ---- | ---- |
| 426  | 461  | 464  | 473  | 455  | 391  |

## Administració
| Període   | Identitat    | Partit |
| --------- | ------------ | ------ |
| 2001-2008 | Marcel Gosse |        |
| 2008-     | René Burr    |        |